# 真夏といえども
『真夏といえども』（まなつといえども）は、THE 真心ブラザーズの6枚目のシングル。1992年8月1日にKi/oon Sony Records (LIFE SIZE)より発売された。

## 解説
前作から11か月ぶりに発売された。
表題曲の「真夏といえども」は、シングルとアルバムでは歌詞と歌い分けが異なり、シングルでは2人がメインボーカルであるがアルバムでは桜井のみがメインボーカルである。また、シングルバージョンはアルバム未収録である。
カップリング曲の「モルツのテーマ」は真心ブラザーズの楽曲の中でも知名度が高く、ベストアルバムや多くのオムニバスアルバムに収録されている。タイトルにシングル・バージョンと表記されているが、アルバム・バージョンは存在しない。
LIFE SIZE時代では最も売れたシングルである。

## 収録曲
1. 真夏といえども
作詞・作曲：桜井秀俊、編曲：THE 真心ブラザーズ & MB'S
ローソン「あなたを見てるから」キャンペーンイメージソング
2. モルツのテーマ (シングル・バージョン)
作詞・作曲：桜井秀俊、編曲：THE 真心ブラザーズ & MB'S
サントリービール「モルツ」CFイメージソング